# Allium ascalonicum
Allium ascalonicum, nombre científico de la chalota, carlota, chalote, echalote, escaloña  o ascalonia,  es una planta herbácea comestible que pertenece a la familia de las aliáceas. Esta verdura es originaria de Asia Central, específicamente de las regiones que comprenden el actual Irán, Afganistán y partes de Asia Menor. Se ha cultivado y utilizado en la gastronomía mundial desde tiempos antiguos debido a sus características culinarias y su sabor más suave y menos picante que el de otras especies de Allium, como la cebolla común (Allium cepa).
El nombre científico de la chalota, Allium ascalonicum, tiene su origen en la ciudad de Ascalón (actual Ashkelon, en hebreo moderno), un puerto fenicio ubicado en lo que hoy es Israel, desde donde se comerciaba esta planta en la antigüedad. El comercio de chalotas a través de este puerto permitió que la especie se diseminara por todo el mundo mediterráneo y más allá, convirtiéndose en un ingrediente apreciado en diversas culturas culinarias. A lo largo de la historia, la chalota se ha utilizado no solo como alimento, sino también en la medicina tradicional debido a sus propiedades antioxidantes y antibacterianas.
La chalota tiene una forma más alargada y un sabor más delicado que la cebolla común. Sus bulbos, que pueden ser de color morado, rojo o blanco, son más pequeños y de capas finas. Se cultiva de manera similar a otras especies de Allium, y su resistencia a las heladas y su capacidad de crecimiento en suelos pobres la hacen una opción popular para agricultores en diversas regiones del mundo.
Además de su uso culinario, la chalota ha sido mencionada en textos históricos como un valioso ingrediente en las dietas mediterráneas y de Oriente Medio. Hoy en día, se consume ampliamente en ensaladas, salsas, guisos y otros platos debido a su sabor sutil y versatilidad en la cocina.

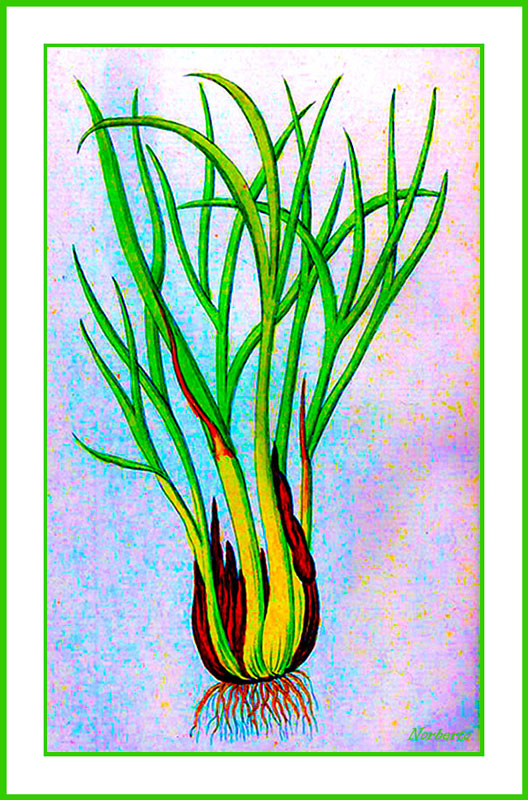
Ilustración.

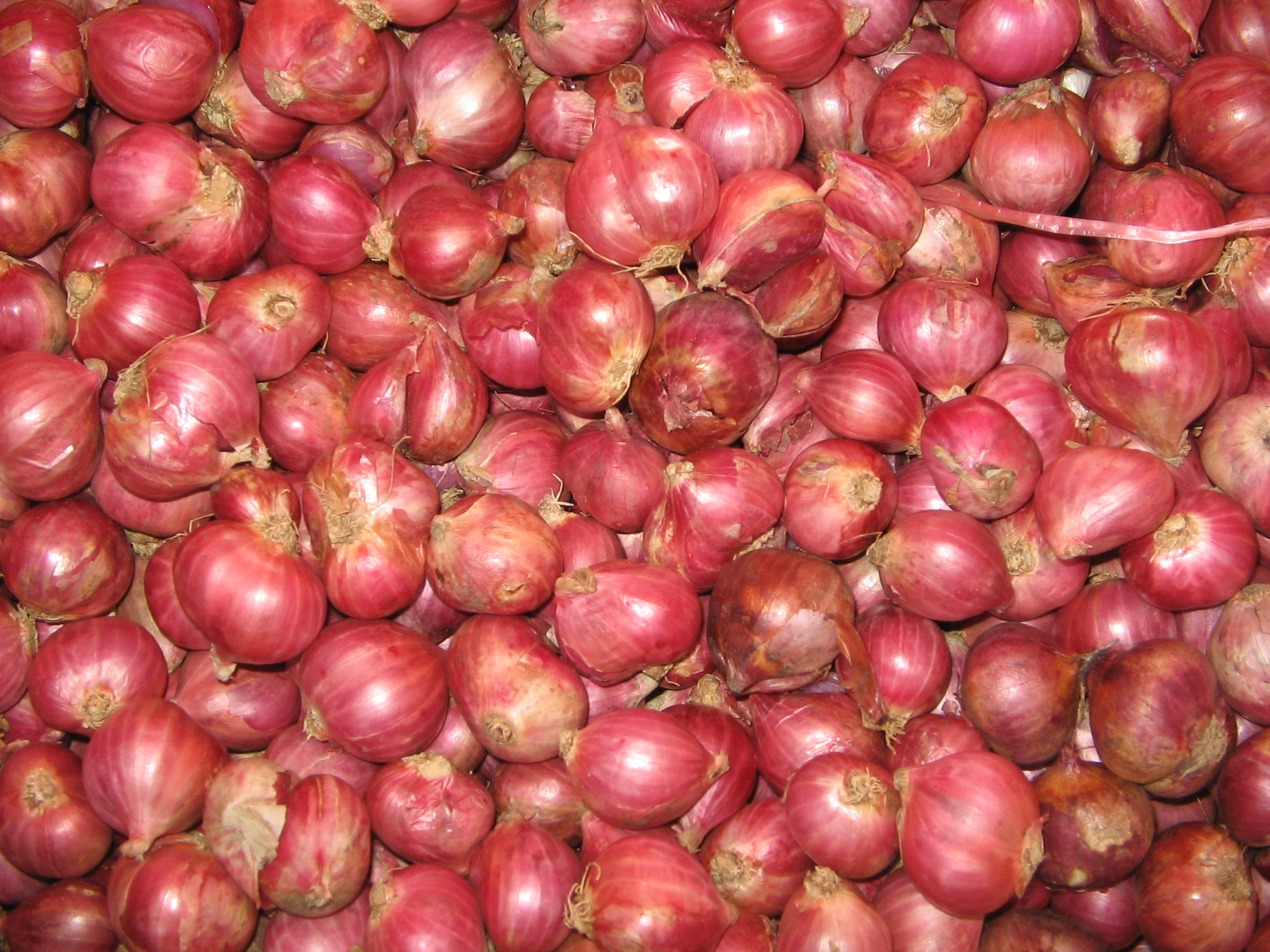
Allium ascalonicum.

## Descripción
Esta especie se caracteriza por su bulbosa raíz, que crece en grupos de varios bulbos pequeños envueltos en capas finas de piel. Los bulbos de la chalota son más pequeños y alargados en comparación con los de la cebolla común, y pueden ser de diferentes colores, principalmente morados, rojos o blancos.
La planta presenta hojas largas y delgadas, que emergen de la base del bulbo y se desarrollan en racimos. Estas hojas son similares a las de otras especies del género Allium, pero se distinguen por su menor tamaño y su color verde brillante. Las flores, que aparecen en la parte superior de los tallos, son de un color blanco a verde pálido, formando pequeñas umbelas que se agrupan en racimos. La planta alcanza una altura de entre 30 y 90 cm, dependiendo de las condiciones de cultivo.

## Propiedades
Indicaciones: es estomacal, nutritivo, digestivo, diurético. Se usa el bulbo.

## Taxonomía
Allium ascalonicum fue descrita por  Carlos Linneo y publicado en Flora Palaestina 17, en el año 1756.
Etimología
Allium: nombre genérico muy antiguo. Las plantas de este género eran conocidas tanto por los romanos como por los griegos. Sin embargo, parece que el término tiene un origen celta y significa "quemar", en referencia al fuerte olor acre de la planta. Uno de los primeros en utilizar este nombre para fines botánicos fue el naturalista francés Joseph Pitton de Tournefort (1656-1708).
ascalonicum: epíteto geográfico que procede de Ascalón, ciudad de Israel donde se cultivaba.
Sinonimia
- Allium carneum Willd.
- Allium fissile Gray
- Allium hierochuntinum Boiss.
- Cepa ascalonica (L.) Garsault
- Porrum ascalonicum (L.) Rchb.[5]

## Nombre común
- Cebolla ascalónica, cebolla escaloeña, cebolla macho, cebolleta ascalónica, chalota, ajo chalote, ajo de ascalonia, escaloña, escaluña.[7][8]

## Cultivo

### Chalota "tradicional" (a partir de bulbos)
Las chalotas pueden cultivarse en cualquier suelo, a menos que contenga demasiado humus y esté mal drenado. El suelo ideal es ligero, arenoso y profundamente suelto. Conviene esperar de 3 a 5 años antes de plantar en una parcela donde se hayan establecido especies de la misma familia (cebolla, ajo, puerro) Esta planta teme la humedad y debe cultivarse a pleno sol.
Es preferible utilizar plantas certificadas libres de enfermedades. Los bulbos se plantan en otoño, de octubre a diciembre, o a finales del invierno, de marzo a abril, según la variedad y la región. Puede aplicarse un acolchado para evitar las malas hierbas y reducir el oídio.
La cosecha tiene lugar entre cinco y nueve meses después de la plantación, hacia julio.
Los bulbos secos pueden conservarse bien en un lugar fresco durante varios meses.

### Chalotas a partir de semilla
La siembra directa se realiza en marzo o abril, según la variedad, a razón de 1,8 a 2 millones de semillas por hectárea en función del tamaño deseado.
La cosecha tiene lugar en agosto.
Los bulbos son fáciles de almacenar porque el material de base (la semilla) es material de propagación sano. Puede almacenarse desde la cosecha hasta finales de junio del año siguiente.
Las chalotas pueden almacenarse en un ambiente fresco y seco (0-4 °C, 60-70nbsp;% de humedad) durante seis meses o más.

## Variedades principales

### En Europa
Más de 55 variedades están registradas en el Catálogo Europeo de Especies y Variedades.

### En Francia
Las variedades cultivadas en Francia se dividen en dos grandes grupos: los chalotes grises, los más populares por ser más aromáticos, y los chalotes rosas o marrones rojizos, más o menos alargados.
- Chalotes grises: Griselle, Grisor.
- Chalotes rosas: Armador, Melkior, Pesandor, Picador, Ronde de Jersey,[13] Rondeline.
- Chalotas de color marrón rojizo: Arvro, Bruneor, Jermor, Kormoran,[14] Longor, Menhir.

Una veintena de variedades obtenidas por multiplicación vegetativa y comercializadas en forma de plantones están registradas en el Catálogo Oficial Francés de especies y variedades.
La elección de una variedad puede hacerse en función de diferentes criterios: planta o semilla, rendimiento, estado sanitario, aptitud para la conservación, sabor crudo y cocinado,
La variedad "Cuisse de poulet du Poitou", a menudo comercializada como chalota, es un echalion, que es un tipo particular de cebolla alargada. Tres variedades obtenidas por propagación sexual y comercializadas como semillas están registradas en el Catálogo Oficial francés de especies y variedades.

## La guerra de las chalotas
En Francia, la antigua reglamentación aplicable, que data de 1990, reservaba únicamente a las chalotas plantadas, llamadas "tradicionales", el derecho a ser comercializadas bajo el nombre de "chalote". Desde entonces, la investigación agronómica, sobre todo en los Países Bajos, ha desarrollado cruces con la cebolla que, con la chalota, proviene de la misma especie (Allium cepa), pero si la cebolla está en el grupo Cepa, la chalota se sitúa en el otro extremo de este continuo, en el grupo Aggregatum, lo que caracteriza a la chalota como bulbos con capacidad de dividirse, lo que no es el caso de la cebolla. Los cruces así desarrollados por la empresa De Groot en Slot han permitido desarrollar variedades típicas de chalota que se siembran y no se plantan como la chalota tradicional. Esta nueva chalota abrió el camino a un nuevo método de producción de chalotes a partir de plántulas.
Estos descubrimientos han llevado a la adaptación de textos europeos, en particular la Directiva "semillas" y la lista de productos elegibles para el catálogo común de semillas, en el que a partir de ahora pueden figurar las chalotas sembradas.
En Francia, el procedimiento contencioso iniciado por la empresa De Groot en Slot Allium BV ante el Consejo de Estado ha dado definitivamente derecho a las chalotas llamadas "de plántula" a comercializarse con la etiqueta "chalote de plántula", en virtud de la libre circulación de mercancías en la Unión Europea.
Por ello, y a pesar del temor de los productores de chalotes plantados de forma "tradicional" procedentes de Bretaña y del Valle del Loira de perder un cuasi monopolio que habían mantenido durante muchos años, se aprobó un nuevo decreto16 de enero de 200716 . Este nuevo reglamento establece la coexistencia de dos métodos de producción de chalota: la sembrada y la plantada, cuyas cualidades nutricionales son similares pero cuyas cualidades organolépticas a veces difieren en función de las variedades elegidas.

## Producción y comercialización

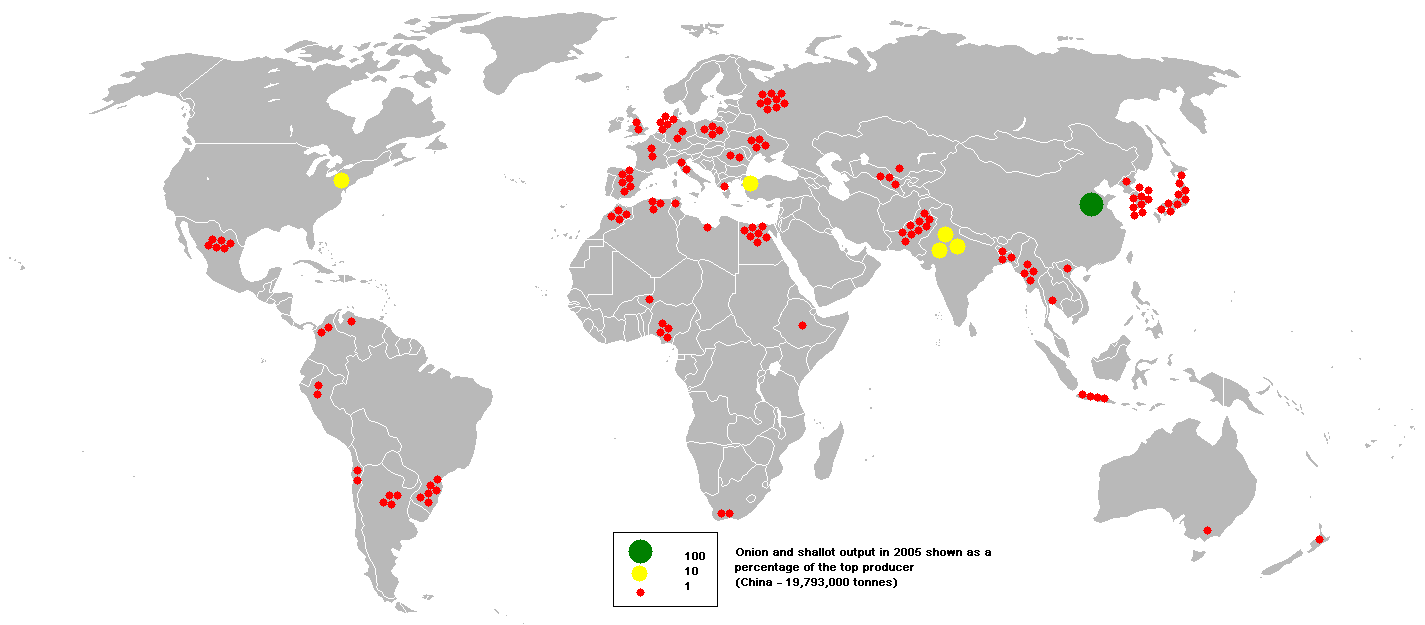
Producción mundial de cebollas y chalotas en 2005.

Las chalotas se cultivan en las mismas zonas donde también se cultivan cebollas, sobre todo en Europa (Francia, Países Bajos, Reino Unido y España), América (Ontario, Quebec, Nueva Jersey, New Hampshire), China y, por último, en el sudeste asiático (Tailandia, Indonesia y países vecinos), donde desempeñan un papel importante en las cocinas locales. En África, existe una región de cultivo particular en el sudeste de Ghana.
Hoy en día, las chalotas pueden comprarse en los supermercados durante todo el año, pero son más caras que las cebollas, factor que limita en cierta medida su consumo. En Italia, las variedades más populares en el comercio minorista son la IGP di Romagna y las variedades importadas de Francia.
En Italia el "Scalogno di Romagna" es conocido como un ecotipo particular de chalota, que posee características propias, diferentes de las de otros tipos presentes en el mercado.

## Usos
Como la mayoría de las plantas de este género, el echalote, también llamado escalonia, se cultiva a efectos culinarios. La parte comestible de esta planta está en la base de las hojas, que forma bulbos, aovados de forma y sabor entre el ajo y la cebolla. Resulta ideal para las salsas de carne y es aceptada desde hace años por la cocina francesa.
El chalote es un pariente de la cebolla, el sabor es ligeramente similar al de la cebolla, mas con un sabor dulce y suave. Tiende a ser más caro que la cebolla, especialmente en América, sin embargo, se puede almacenar durante al menos 6 meses.
A diferencia de las cebollas, donde normalmente cada planta constituye un único bulbo, los chalotes forman grupos de bulbos de forma similar a los ajos.
Al igual que las cebollas, los chalotes crudos liberan productos químicos lacrimógenos que irritan los ojos cuando se cortan en rodajas.

### Preparaciones culinarias
Entre los platos que tienen a la chalota como elemento destacado se destaca la Vinagreta de Chalotas para Ensaladas. En esta vinagreta 
combinan chalotas picadas con vinagre balsámico y mostaza dijon. Se deja reposar durante unos minutos para que las chalotas liberen su sabor y luego se agrega aceite de oliva en un hilo fino mientras se mezcla, formando una emulsión. Posteriormente se agrega un toque de miel y sal y pimienta al gusto.  Es un buen aliño de ensaladas, Esta vinagreta tiene un sabor suave pero complejo, gracias a las chalotas, que le dan una textura y un toque menos ácido que el vinagre tradicional.
También se pueden preparar pechugas de pollo a la mantequilla con chalotas caramelizadas. Para ello se sazonan pechugas de pollo con sal y pimienta, y en una sartén grande, se derrite mantequilla a fuego medio-alto. Luego se cocinan las pechugas de pollo hasta que estén doradas y cocidas por dentro. Se retira el pollo, y en la misma sartén, se añade la mantequilla restante y las chalotas; y se cocina a fuego lento hasta que estén caramelizadas. A ello se agrega el vino blanco y caldo de pollo, dejando que la mezcla se reduzca ligeramente y se añade tomillo.
El pollo se sirve el pollo con las chalotas caramelizadas por encima. Este plato es perfecto para una comida reconfortante y sofisticada, donde la suavidad de la chalota complementa al pollo de manera exquisita.

## Galería de imágenes

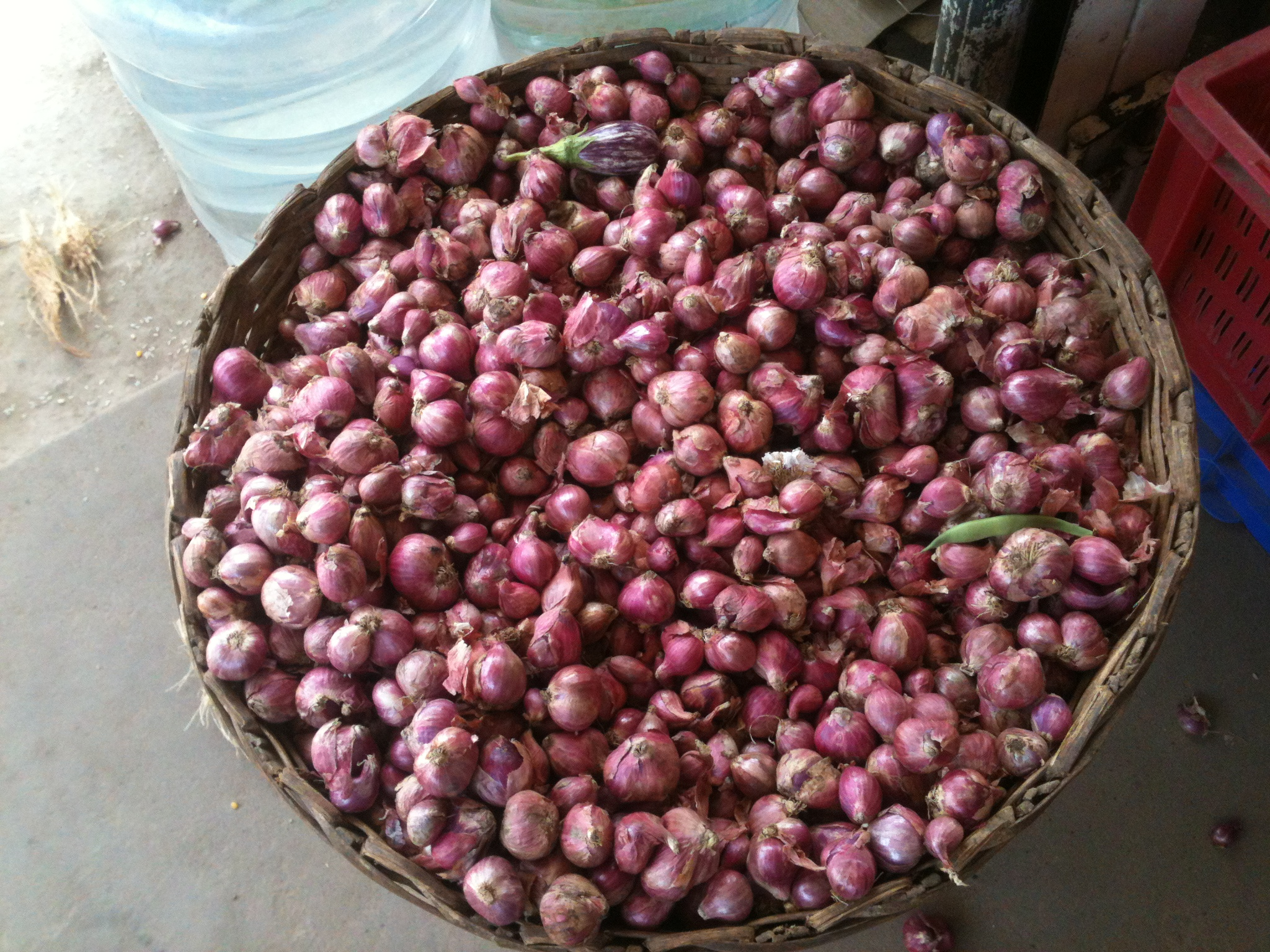
Venta de chalotas en la India
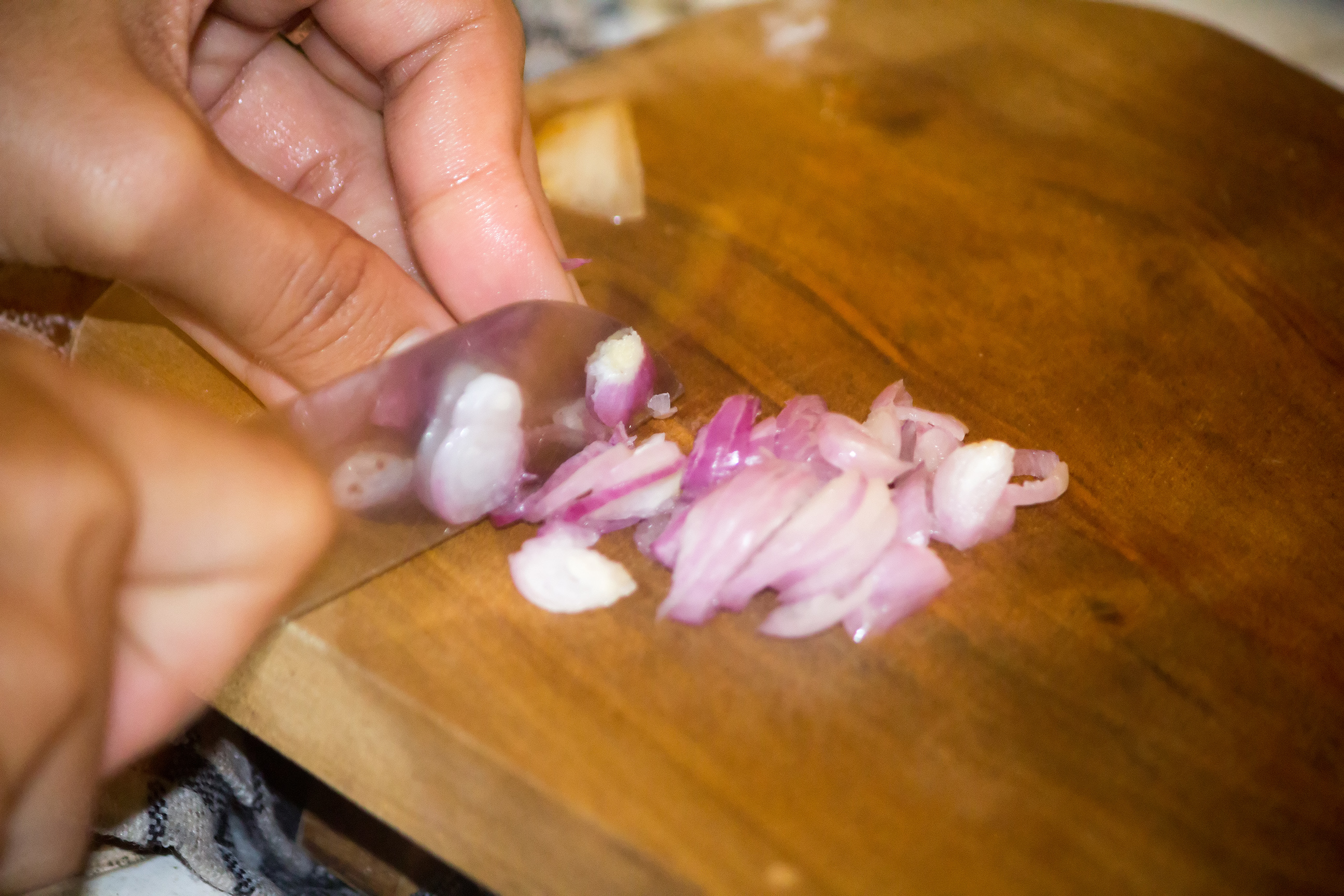
Una persona cortando chalotas para hacer satay
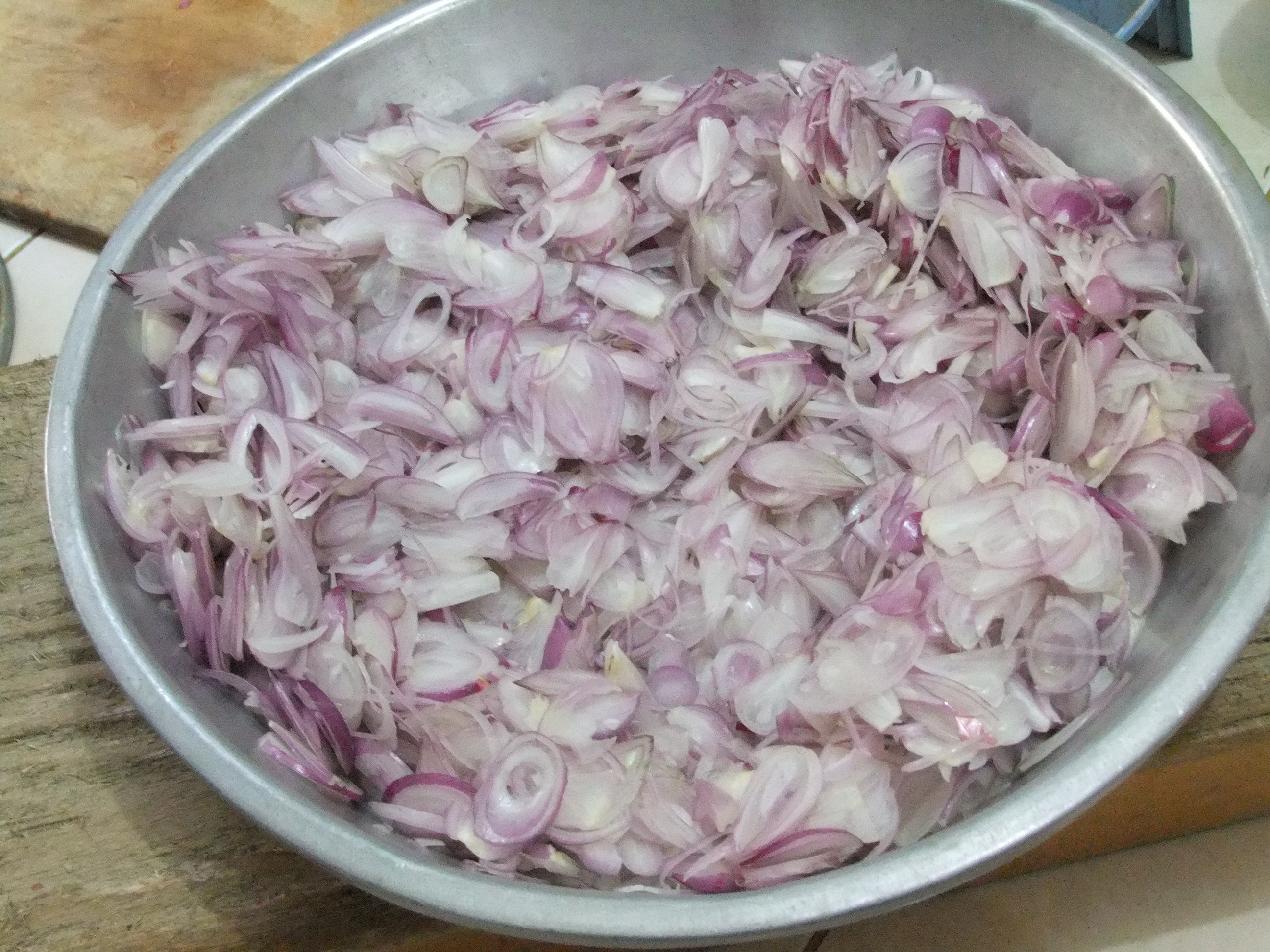
Rodajas de chalotas para bawang goreng en Indonesia
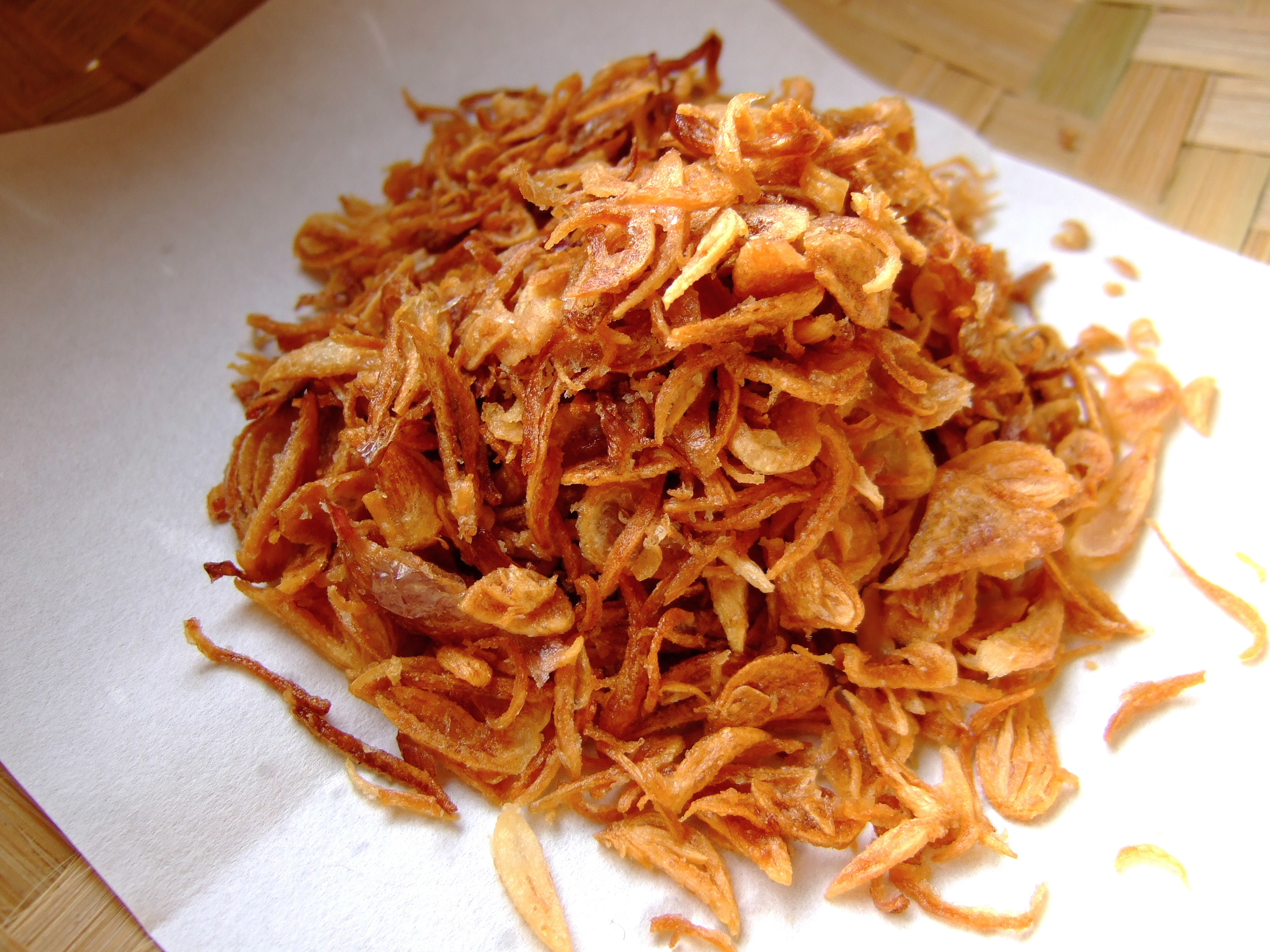
El bawang goreng, consistente en crujientes chalotas fritas, es una guarnición popular en Indonesia.
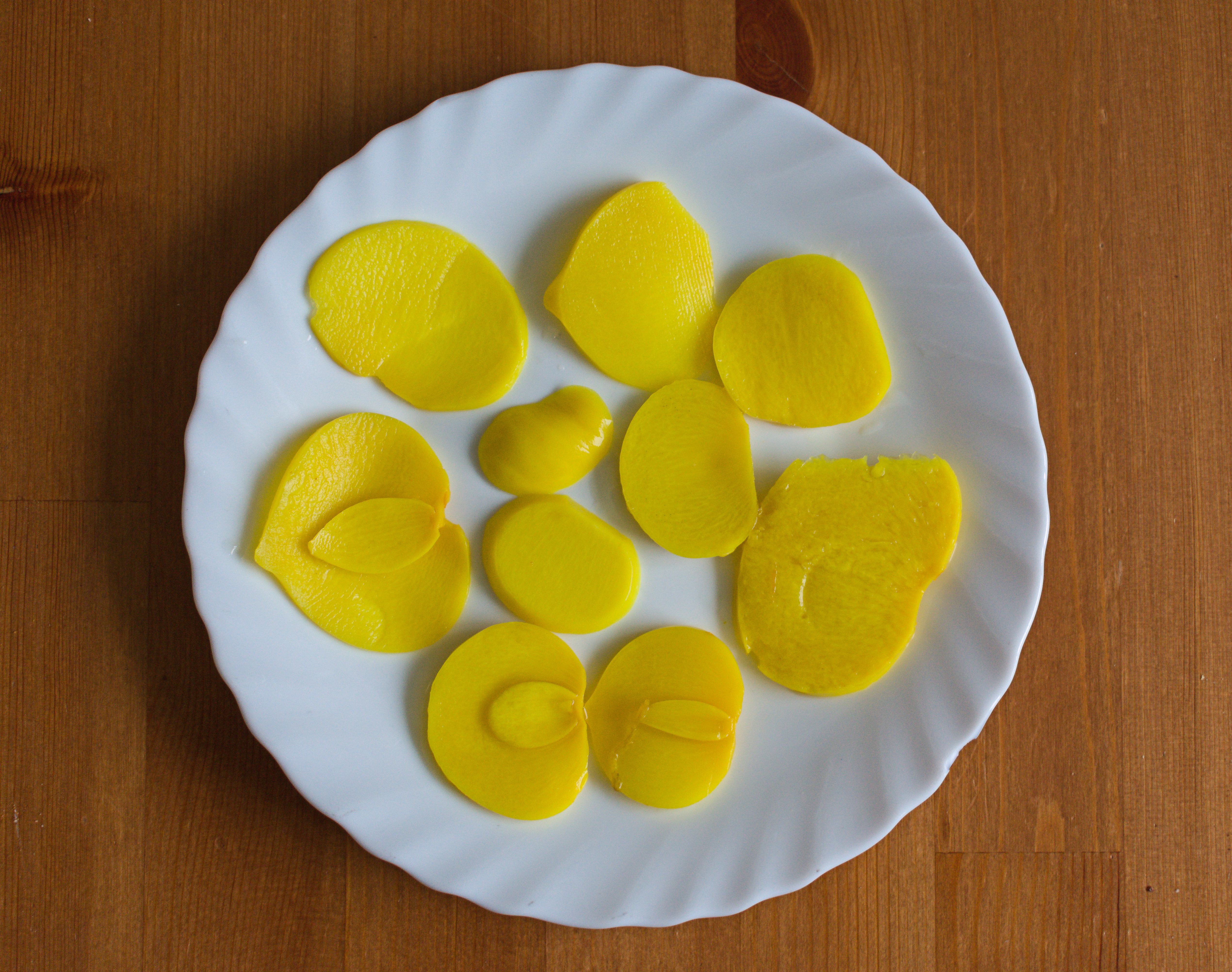
Chalotas en vinagreta
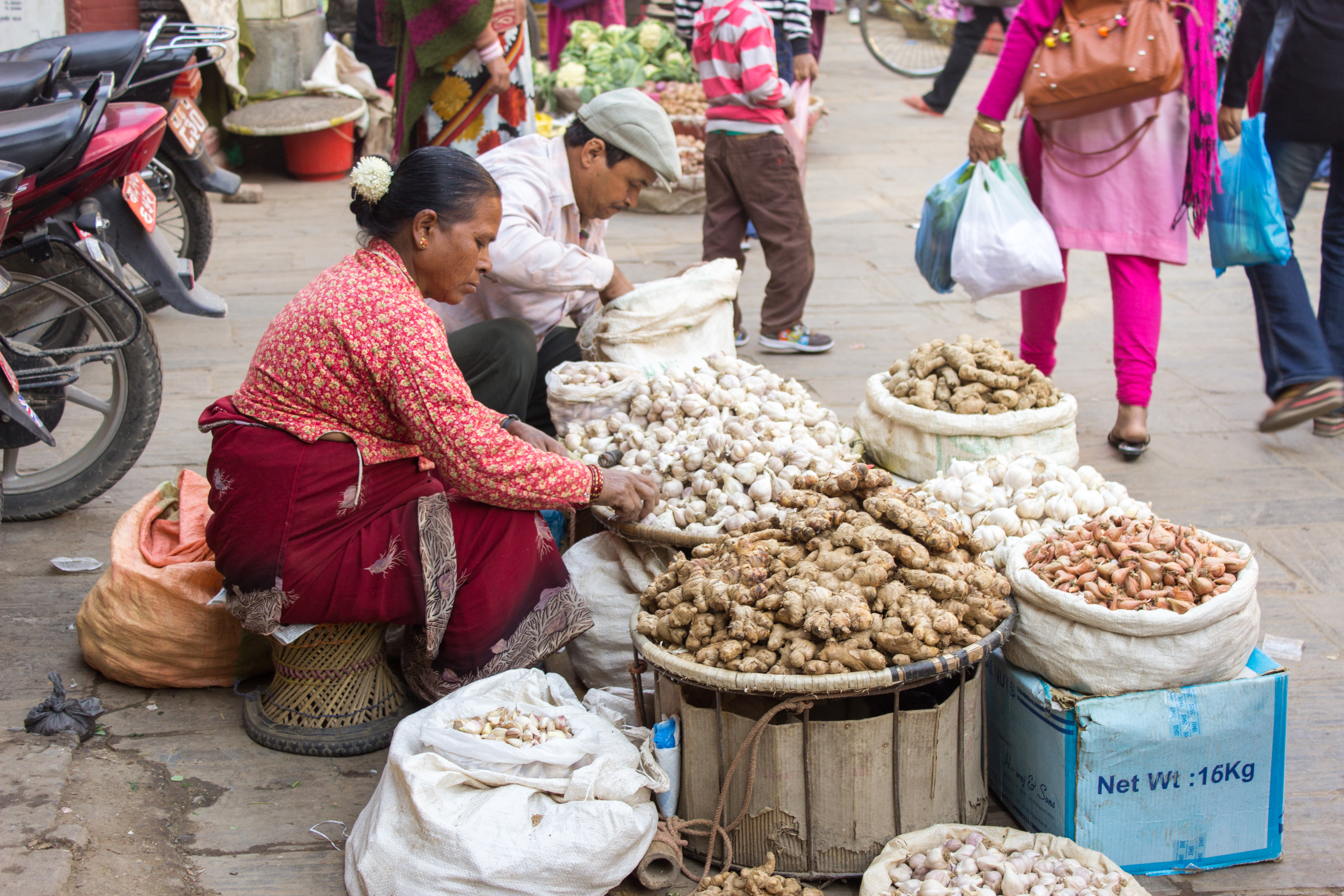
Una mujer vendiendo chalotas en Katmandu, Nepal